# Obereopsis elgonensis
Obereopsis elgonensis là một loài bọ cánh cứng trong họ Cerambycidae.